# Sean McIntosh
Sean McIntosh (Maple Ridge, Brits-Columbia, 21 mei 1985) is een Canadees autocoureur. Hij heeft onder andere in de A1GP. Hij won in 2006 de hoofdrace op het Sentul International Circuit.

## A1GP resultaten
| Jaar    | Inschrijving   | 1          | 2         | 3         | 4         | 5         | 6          | 7         | 8          | 9          | 10         | 11        | 12        | 13         | 14         | 15         | 16        | 17      | 18      | 19         | 20        | 21         | 22         | Rang | Punten |
| ------- | -------------- | ---------- | --------- | --------- | --------- | --------- | ---------- | --------- | ---------- | ---------- | ---------- | --------- | --------- | ---------- | ---------- | ---------- | --------- | ------- | ------- | ---------- | --------- | ---------- | ---------- | ---- | ------ |
| 2005-06 | A1 Team Canada | GBR SPR 19 | GBR FEA 9 | GER SPR 7 | GER FEA 3 | POR SPR 7 | POR FEA NF | AUS SPR 9 | AUS FEA NF | MAL SPR 15 | MAL FEA NF | UAE SPR 5 | UAE FEA 6 | RSA SPR 12 | RSA FEA 10 | IND SPR NF | IND FEA 1 | MEX SPR | MEX FEA | USA SPR    | USA FEA   | CHN SPR    | CHN FEA    | 11   | 59     |
| 2006-07 | A1 Team Canada | NED SPR    | NED FEA   | CZE SPR   | CZE FEA   | BEI SPR   | BEI FEA    | MAL SPR 8 | MAL FEA 5  | IND SPR 8  | IND FEA NF | NZL SPR   | NZL FEA   | AUS SPR    | AUS FEA    | RSA SPR    | RSA FEA   | MEX SPR | MEX FEA | SHA SPR NF | SHA FEA 6 | GBR SPR 10 | GBR FEA 12 | 11   | 33     |